# Bryant Park

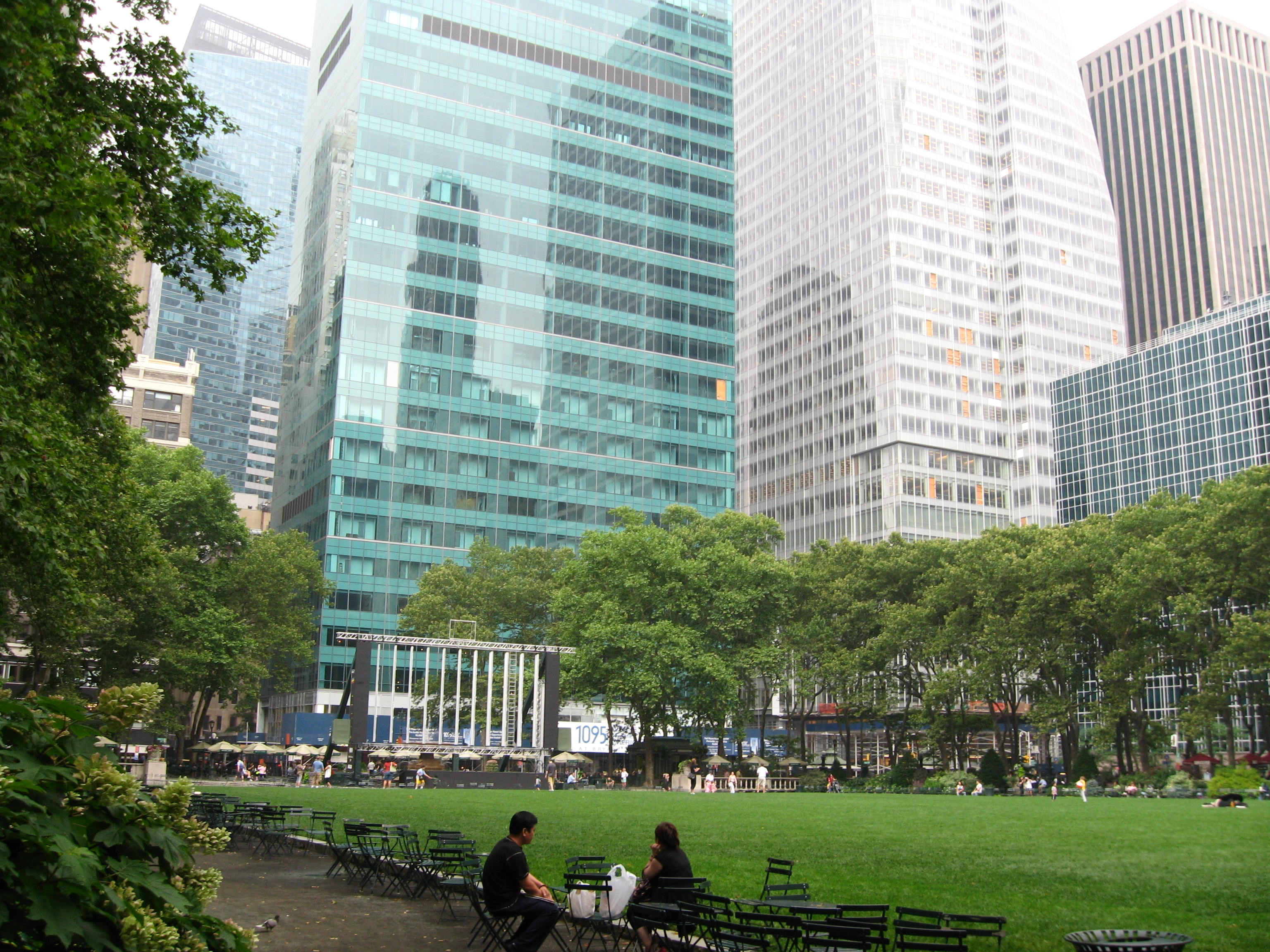
Bryant Park von Südost (Juli 2008)

Bryant Park ist ein Park in New York City, benannt nach William Cullen Bryant. Er wurde von 1823 bis 1840 gebaut.

## Beschreibung
Der Park befindet sich im New Yorker Stadtteil Manhattan zwischen der 5th und 6th Avenue und der West 40th und West 42th Straße in Midtown Manhattan. Durch seine zentrale Lage ist der Park eine wichtige Sehenswürdigkeit der Stadt New York und somit bei Einwohnern wie auch Touristen sehr beliebt. Mit einer Fläche von 39.000 Quadratmetern ist der Park eher ein kleinerer unter den vielen Grünanlagen New York Citys. Doch aufgrund seiner Lage und seiner Gestaltung ist er sehr bekannt. Insbesondere im Sommer finden Veranstaltungen auf der Grünanlage statt. Im Winter wird dort hingegen eine Eisfläche für Schlittschuhläufer angelegt, ein Weihnachtsbaum aufgestellt und ein Weihnachtsmarkt abgehalten.
Im Park an der Seite zur 5th Avenue liegt die New York Public Library. Zahlreiche Sehenswürdigkeiten Manhattans befinden sich nahe dem Bryant Park, wie zum Beispiel der Times Square. An seine Nordecke schließt der achthöchste Wolkenkratzer New Yorks an: der 366 Meter hohe Bank of America Tower, der 2009 fertiggestellt wurde. Der Park ist von weiteren Hochhäusern umringt. Auf der West 40th Straße, dem Park gegenüber, befindet sich das im Stil des Art déco erbaute American Standard Building (heute Bryant Park Hotel), das im National Register of Historic Places verzeichnet ist.
Bryant Park wird von einer privaten non-profit-Gesellschaft geführt, die das Management des Parks 1988 übernahm.

## Trivia
Bryant Park, Erzählung von Ulrich Peltzer, 2002 erschienen.

## Ansichten

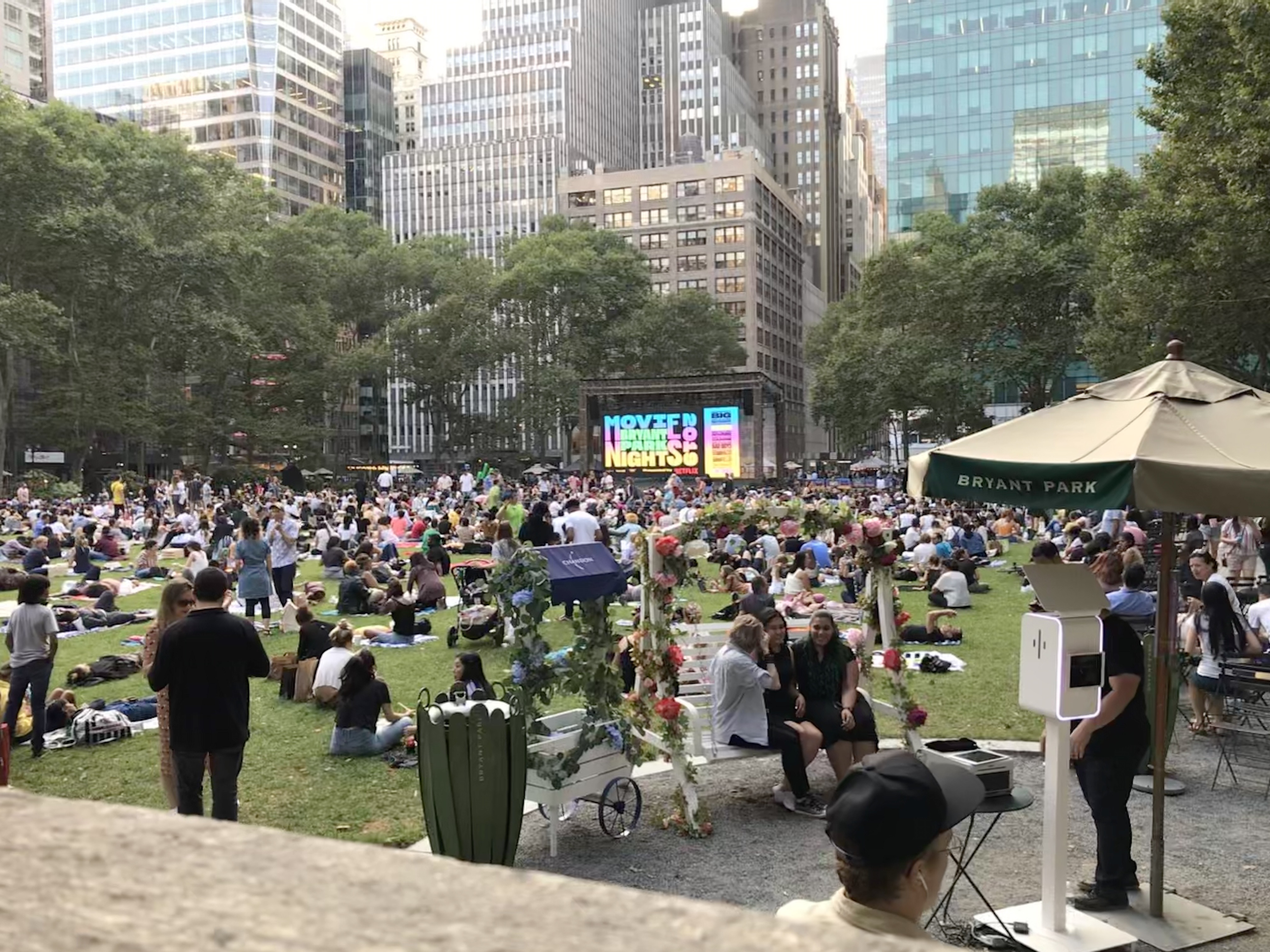
Bryant Park, vor einer „Movie Night“ im Sommer 2019
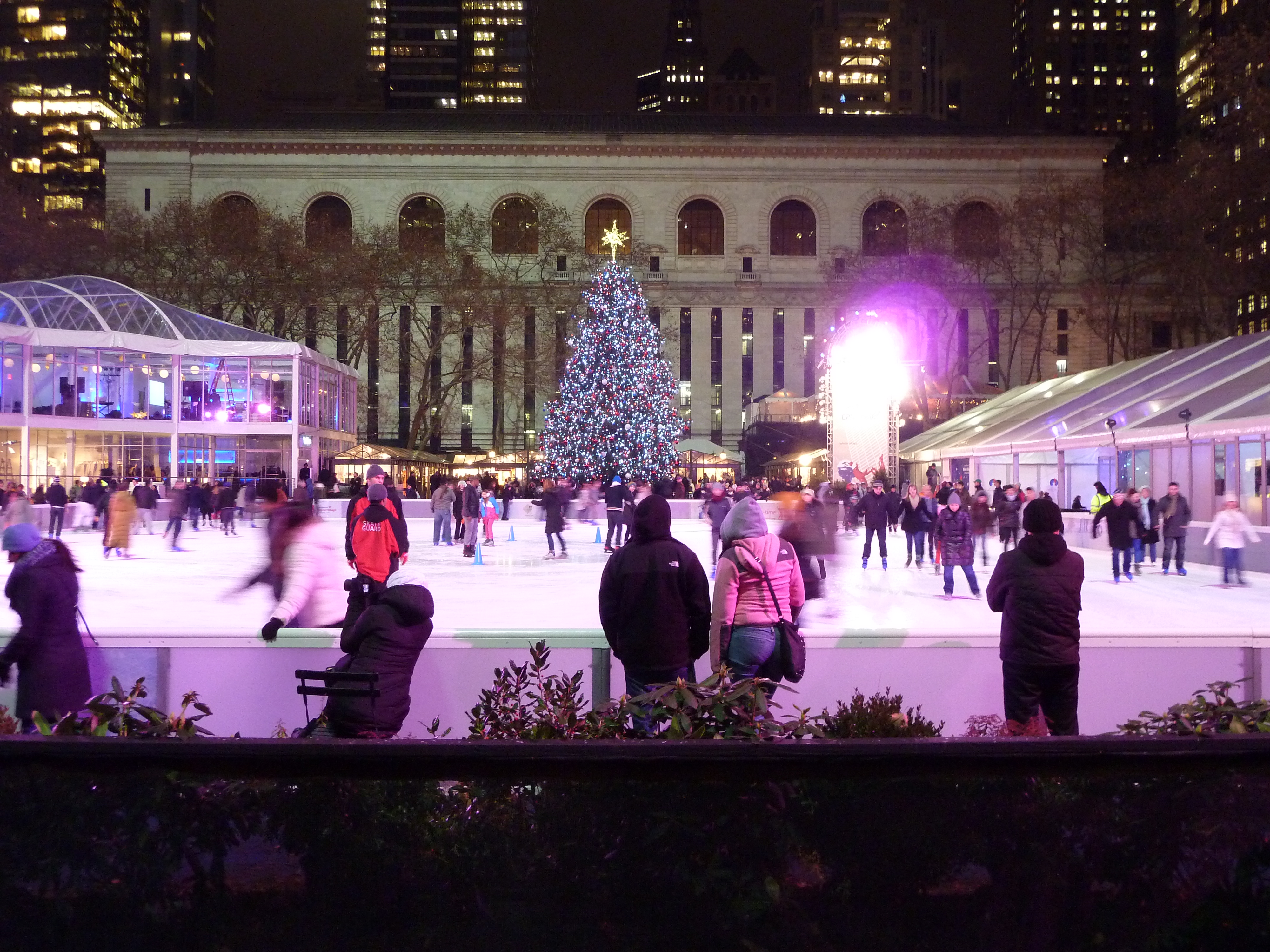
Weihnachtsmarkt und Eislauffläche im Dezember 2013
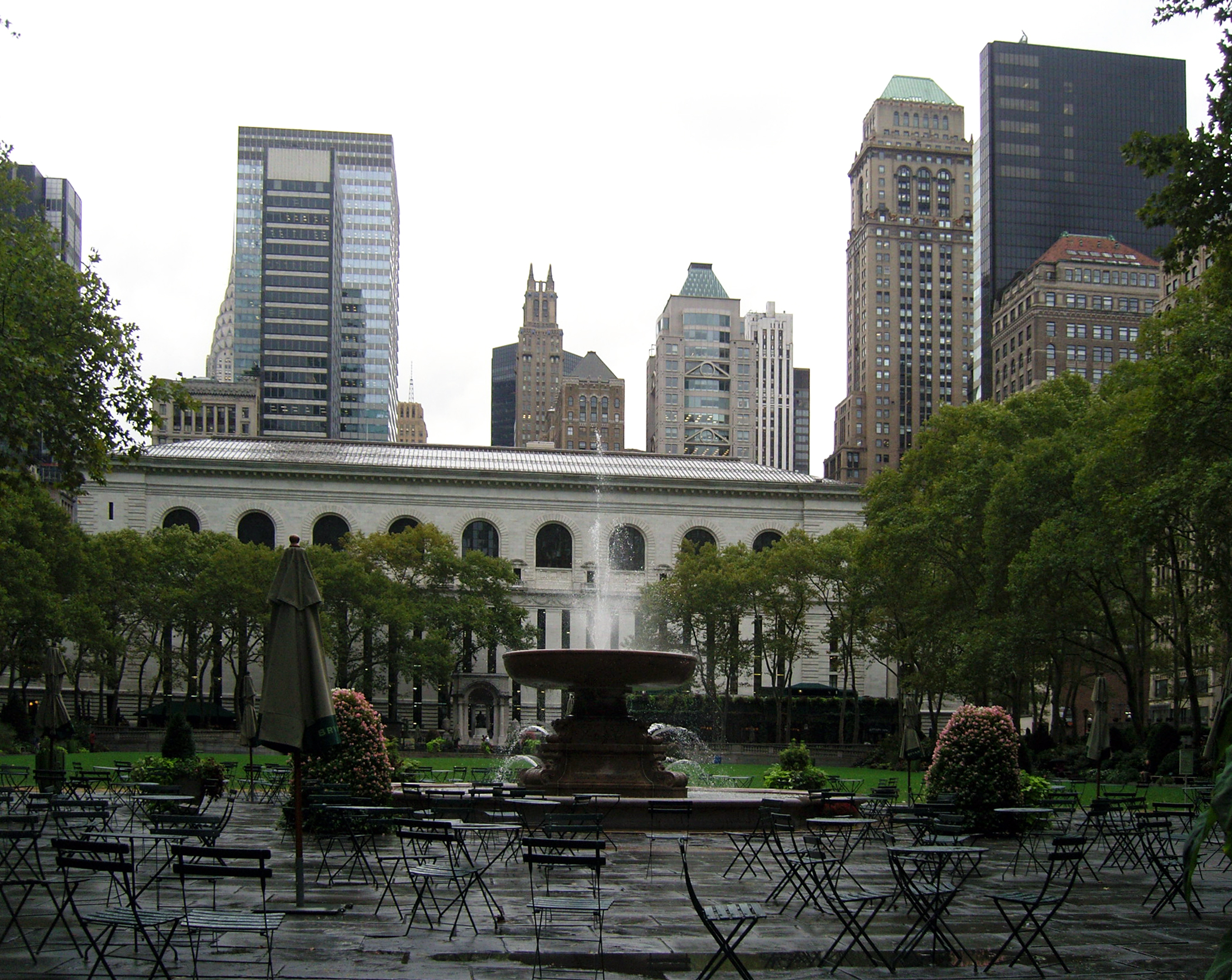
Bryant Park, von Nordwesten gesehen (Oktober 2010)
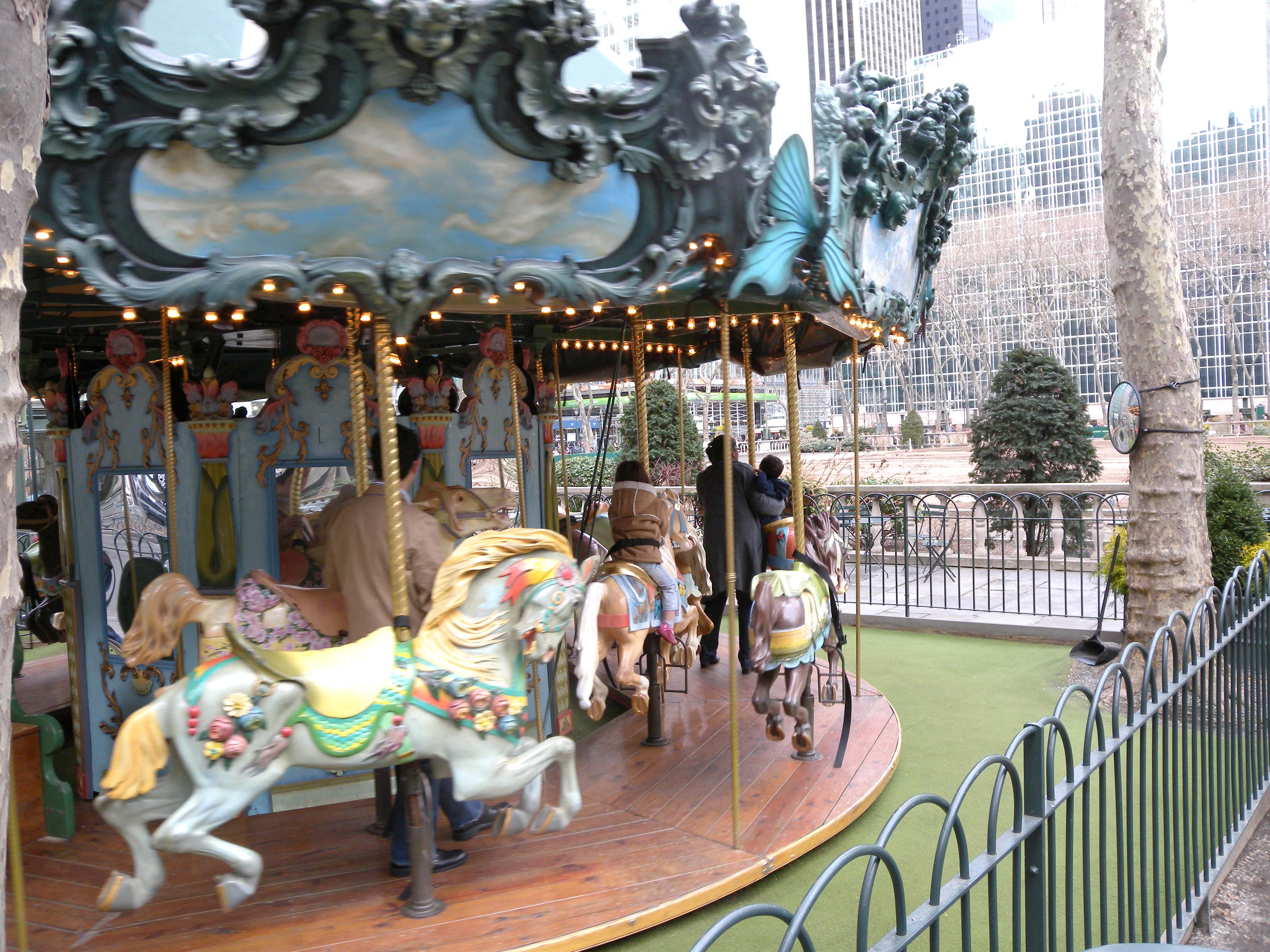
Kinderkarussell im Bryant Park
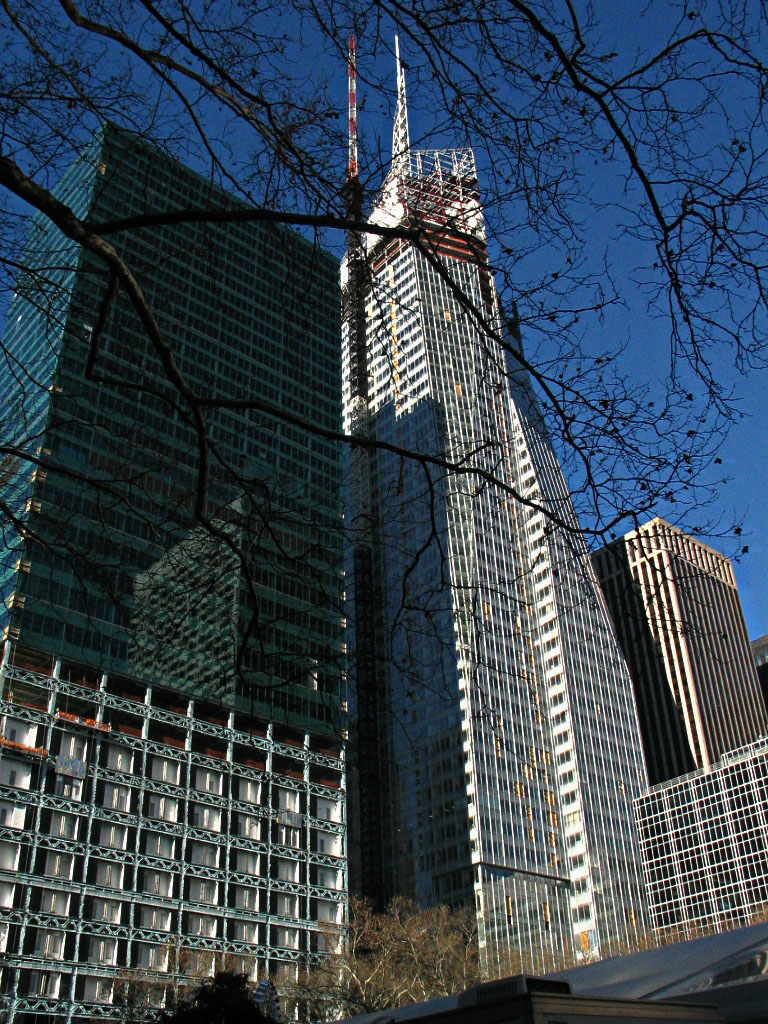
Blick vom Bryant Park auf den fast fertiggestellten Bank of America Tower (Anfang 2008)
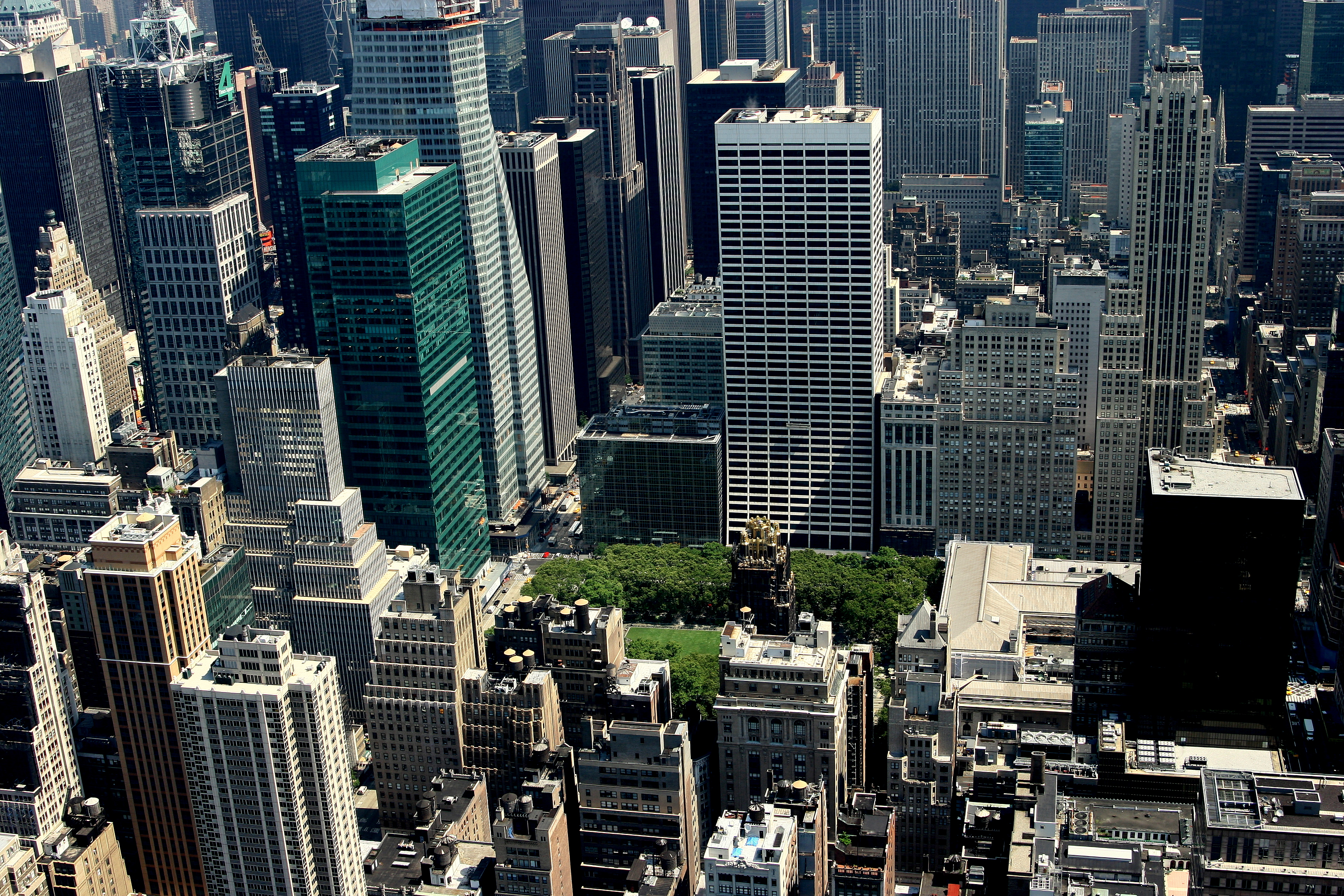
Luftaufnahme (am Grün rechts anschließend: Rückseite der New York Public Library)
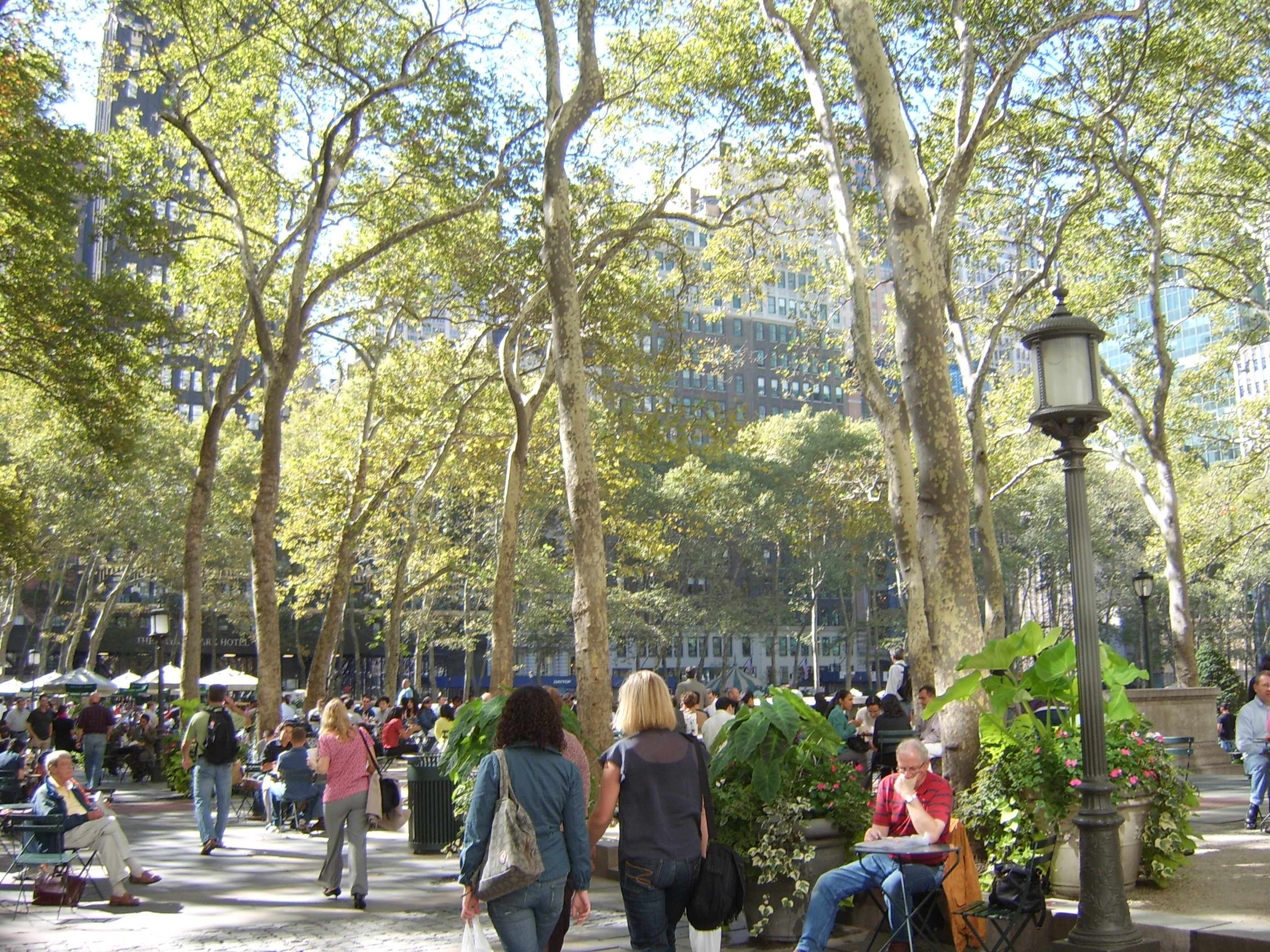
Bryant Park am Mittag (November 2008)
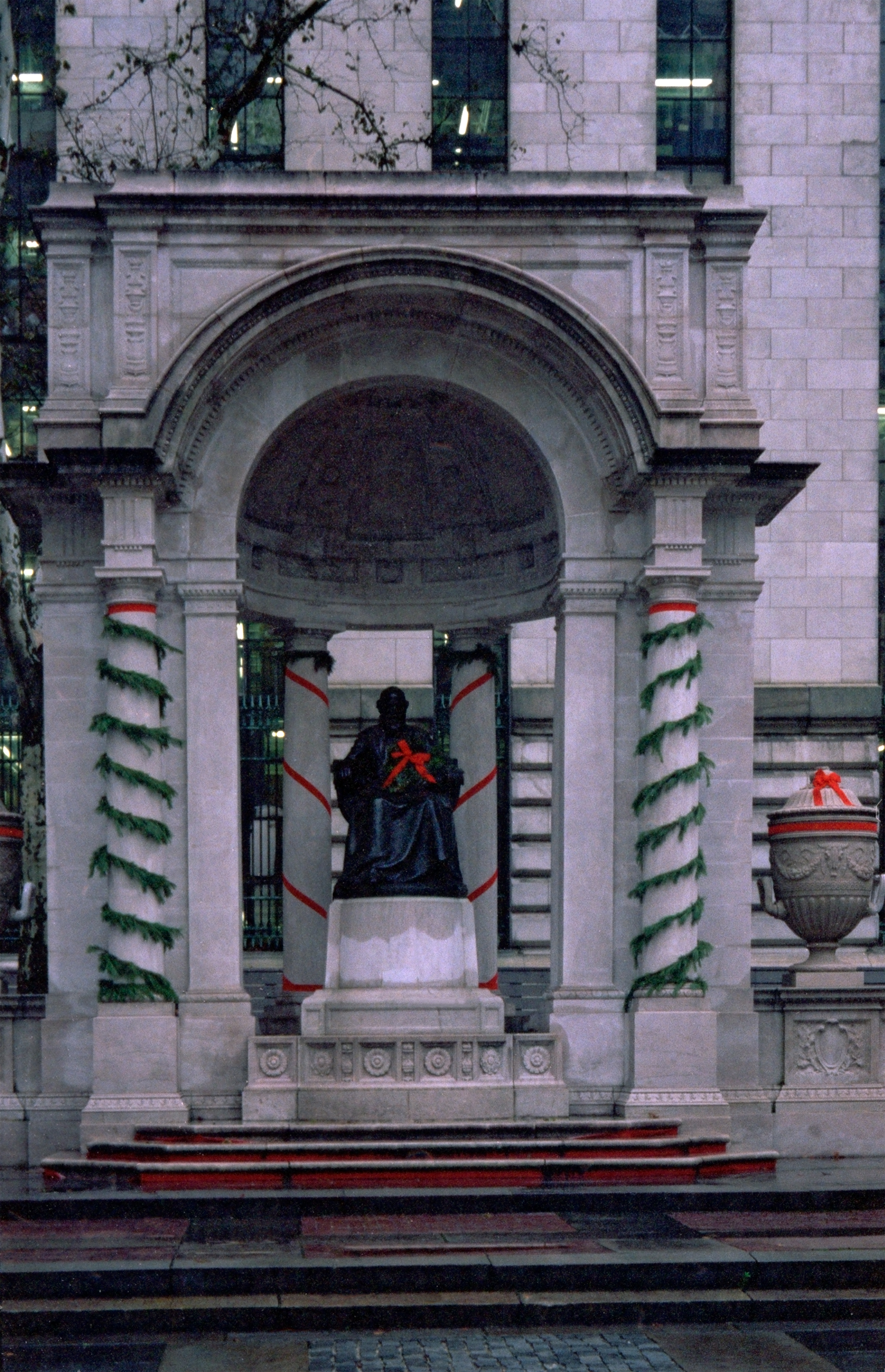
William Cullen Bryant Memorial im Vorweihnachtsschmuck 1996; dahinter im Anschnitt: rückwärtige Fassade der New York Public Library
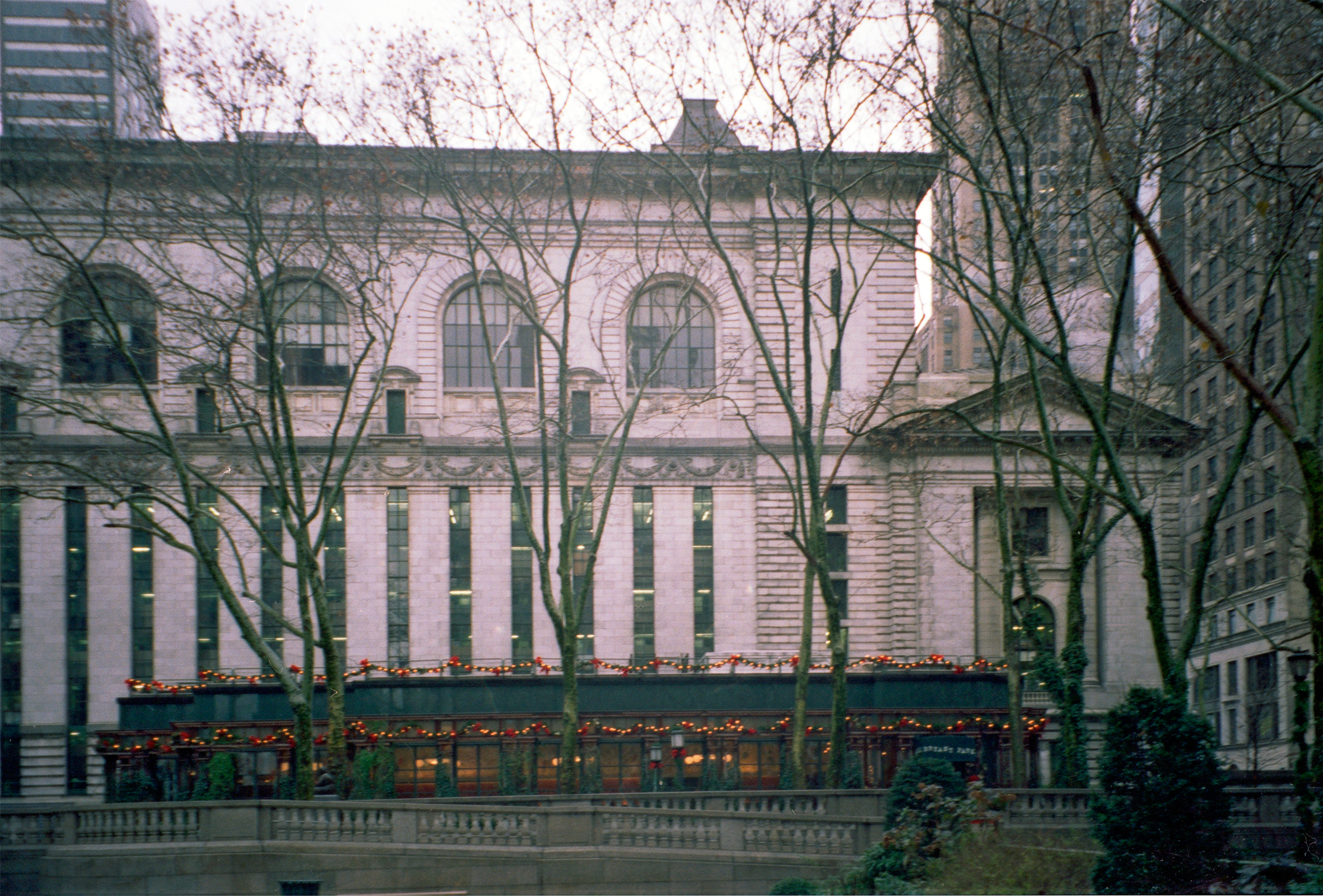
Südwest-Rückseite der New York Public Library, davor der Bryant Park Grill (1996)
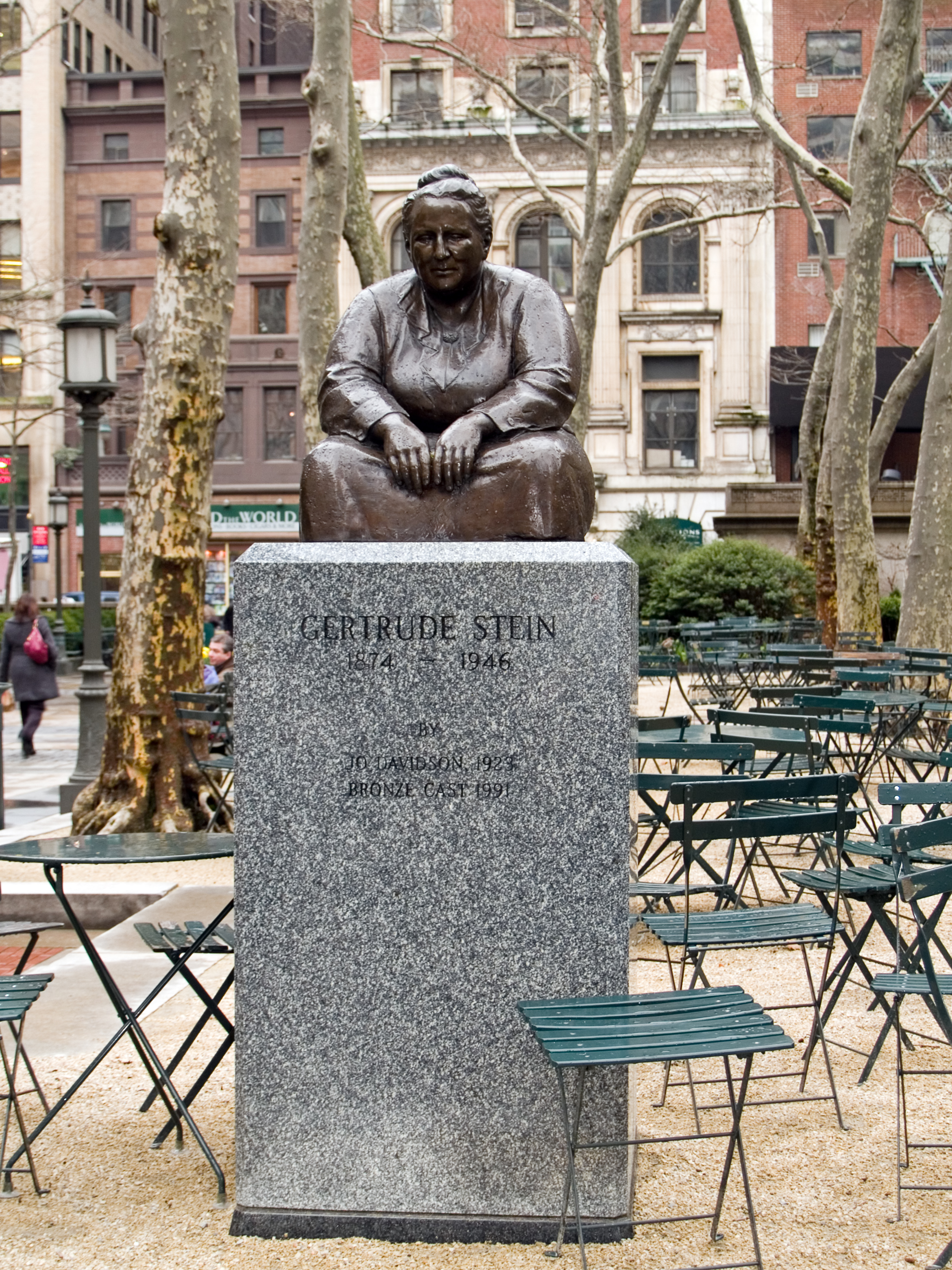
Skulptur Gertrude Steins im Bryant Park. Installiert 1992, nach einem Modell von Jo Davidson, gefertigt 1923 in Paris